# Blankets
Blankets és una novel·la gràfica de Craig Thompson publicada als Estats Units el 2003, per Top Shelf. Va ser publicada a Espanya el 2004 per Astiberri, tant en castellà com en català.
Aquesta novel·la explica la infància i adolescència del mateix autor i dibuixant Craig Thompson. El còmic explica com el protagonista viu la seva infància en una petita comunitat rural i religiosa. El viatge del protagonista gira entorn de la relació amb el seu germà, amb el món del dibuix i amb el seu primer amor.
Aquesta novel·la ha guanyat diversos premis:
- Best New Graphic Album en els premis Eisner el 2004
- Best Writer/artist en els premis Eisner el 2004
- Best Graphic Album of Original Work en els premis Harvey el 2004
- Best Artist i Best Cartoonist en els premis Harvey el 2004
- Millor llibre de l'any per Library Journal, Time Magazine i Yalsa
- Escollit com un dels 10 millors llibres de l'any per Booklist